# Rorippa millefolia
Rorippa millefolia là một loài thực vật có hoa trong họ Cải. Loài này được (Baker) Jonsell miêu tả khoa học đầu tiên năm 1974.